# Globiceps flavomaculatus
Globiceps flavomaculatus is een wants uit de familie van de blindwantsen (Miridae). De soort werd het eerst wetenschappelijk beschreven door Johann Christian Fabricius in 1794.

## Uiterlijk
De zwart tot donkerbruine, langwerpig gevormde blindwants heeft opvallende geelachtige vlekken op de voorvleugels. De mannetjes zijn langvleugelig (macropteer) en kunnen 6 tot 7 mm lang worden, de vrouwtjes kunnen langvleugelig of kortvleugelig zijn. De kortvleugelige wantsen blijven kleiner, 5 tot 6mm. Van de voornamelijk zwarte antennes is het eerste segment geel gekleurd. De pootjes zijn bruin met zwarte tarsi. De bolvormige kop, het aan de achterkant verhoogde halsschild en het scutellum zijn zwart. De voorvleugels zijn tot het midden geel, de uiteinden van het verharde deel van de voorvleugel (cuneus) zijn geel met een zwarte punt. Globiceps flavomaculatus lijkt heel erg op Globiceps fulvicollis; die is meestal echter iets kleiner. Ook Dryophilocoris flavoquadrimaculatus kan verward worden met Globiceps flavomaculatus; die eerste heeft echter geen verhoogde achterkant van het halsschild, minder gele vlekken aan de voorkant van de voorvleugels en andere beharing.

## Leefwijze
De wantsen zijn in mei volwassen en worden tot eind augustus gevonden op struiken uit de vlinderbloemenfamilie, zoals klaver (Trifolium), brem (Cytisus scoparius) en hokjespeul (Astragalus glycyphyllos) waar ze eten van de bloemen en zaden en jagen op kleine insecten. Ze overwinteren als eitje en er is één generatie per jaar.

## Leefgebied
Het verspreidingsgebied van de wants strekt zich uit van Europa tot Azië. In Nederland komt de wants vrij algemeen voor langs vochtige bosranden, recent zijn er slechts nog waarnemingen uit Zuid-Limburg en de kustgebieden.